# Puya densiflora
Puya densiflora är en gräsväxtart som beskrevs av Hermann August Theodor Harms. Puya densiflora ingår i släktet Puya och familjen Bromeliaceae.
Artens utbredningsområde är Peru. Inga underarter finns listade i Catalogue of Life.